# لئوناردو رودریگز پریرا
لئوناردو رودریگز پریرا (پرتغالی: Leonardo Rodrigues Pereira؛ زادهٔ ۲۲ سپتامبر ۱۹۸۶) که به صورت ساده با نام لئوناردو شناخته می‌شود، بازیکن فوتبال اهل  برزیل است که برای باشگاه پرسپولیس بازی میکند.
از باشگاه‌هایی که در آن بازی کرده‌است می‌توان به آ.ا. ک آتل، چونبوک هیوندای موتورز، الجزیره، النصر و نانای تیانهای اشاره کرد.